# Rockefeller Cottage
Rockefeller Cottage, também conhecido como Indian Mound Cottage, é uma casa na Ilha Jekyll, na Geórgia. Situa-se ao lado do Jekyll Island Club e possui três andares e um total de nove quartos, nove casas-de-banho e sete salas de serviço.  

## História
A casa foi construída por Gordon McKay em 1892. McKay morreu em 1903 e a casa foi comprada por William Rockefeller em 1905, que a usou como uma casa de inverno. Foi evacuada em 1942, junto com o resto da ilha. A casa permaneceu na família Rockefeller até 1947, quando as autoridades da ilha Jekyll compraram a propriedade. Foi aberto como museu de 1950 a 1968, quando foi fechado para reparos extremamente necessários. Agora é um museu público e, em 1971, foi adicionado ao Registro Nacional de Lugares Históricos. 